# 刘林 (足球运动员)
刘麟（1977年9月19日—），或刘林，中国足球运动员，司职前锋。

## 简介
刘麟是健力宝青年队的成员。1998年健力宝回国解散后加盟家乡球队武汉红金龙，在球队效力至2003年。2004年刘麟被武汉队挂牌以50万人民币转会费转会至河南建业。2005年因为伤病原因退役，退役后回到武汉从事青少年足球事业。
2011年开始刘麟开始执教武汉女足。2015年率队取得全运会第五名。2017年，刘麟带领武汉江大女足成功冲入中国女足超级联赛。